# Aeroporto Internazionale di Kisumu
L'Aeroporto Internazionale di Kisumu (IATA: KIS, ICAO: HKKI) è un aeroporto keniano situato all'estrema periferia occidentale di Kisumu, capoluogo dell'omonima contea, affacciata sul golfo di Kavirondo, sul lago Vittoria. Lo scalo è uno dei soli quattro aeroporti internazionali del paese dell'Africa Orientale.
La struttura è posta all'altitudine di 1 157 m s.l.m. (3 795 ft), costituita da un terminal, una torre di controllo e da una pista con superficie in asfalto con orientamento 06/24, lunga 3 300 m (10 826 ft).
L'aeroporto è gestito da Kenya Airports Authority (KAA), agenzia governativa keniana responsabile del traffico aereo, ed è aperto al traffico commerciale.

## Statistiche
Questo grafico non è disponibile a causa di un problema tecnico.
Si prega di non rimuoverlo.
Vedi la query Wikidata di origine.